# Франц Лушін
Франц Хав'єр Лушін (пол. Franz Xavier Luschin; 3 грудня 1781 — 2 травня 1854) — австрійський римо-католицький релігійний діяч, єпископ, архієпископ Тренто в 1824—1834 роках, митрополит архієпископ Львова в 1834—1835 роках, архієпископ Горіці в 1835—1854 роках.
Навчався в Граці. Був висвячений в 1804 році, працював священиком у Клагенфурті, був також радником імперських правителів в Інсбруку.
24 травня 1824 року був призначений архієпископом Тренто. Він був освячений прийнятий 3 жовтня 1824 року. 23 червня 1834 був переведений на посаду архієпископа Львова (в поєднанні з назвою Предстоятеля Галичини і Лодомерії). Але вже 6 квітня 1835, через незнання польської мови, був призначений архієпископом Горіці.